# اس‌اس ساگونا
اس‌اس ساگونا (به انگلیسی: SS Sagona) یک کشتی است که طول آن ۱۷۵ فوت (۵۳ متر) می‌باشد.